# Кузнецовский (Свердловская область)
Кузнецовский — посёлок в Талицком городском округе Свердловской области, Россия.

## Географическое положение
Посёлок Кузнецовский  муниципального образования «Талицкого городского округа» Свердловской области находится в 29 километрах (по автотрассе в 37 километрах) к северо-востоку от города Талица, на левом берегу реки Балаир (левый приток реки Пышма), в 3 километрах от русла реки.

## Население
| 2002 | 2010 | 2021 |
| ---- | ---- | ---- |
| 912  | ↘745 | ↘549 |